# 非有
非有（ひゆう、生没年不詳）は、戦国時代から安土桃山時代にかけての真言宗の僧。長宗我部氏の家臣。滝本寺非有（たきもとじ -）、非有斎とも呼ばれ、非遊と表記されることもある。谷忠澄の弟といわれるが定かではない。

## 経歴
土佐国長岡郡岡豊城下の滝本寺の住職。国書、経書、仏典に通じ、その学識と才覚から長宗我部元親の帰依を受けて召し出され、長岡郡池之村の代官として庄屋の竹内左衛門とともに活動した。
長宗我部氏が豊臣氏に服属する大名となり権力集中が必要かつ当主不在が多くなるころ、非有の活動は文禄2年（1593年）以降に活発となっている。元親の留守中には事後承認を受ける形で、家老の久武親直や山内三郎右衛門、豊永藤五郎、久万二郎兵衛らとともに家臣の職務後継を決めたり、公役を務めない家臣への切米支給を停止するなどの広範な権力を振るった。軍議には参加したが直接軍事指揮を担当することはなかった。また同じ滝本寺の栄音が金子元宅等への外交使を多く務めたのと違い、内政に手腕を振るった。長宗我部盛親の代になり、関ヶ原の戦いの折りには伊予調略に乗り出した毛利輝元の家臣・毛利元康と堅田元慶が非有宛てに出兵要請の書状を送っている。
特に文筆巧みで、『長宗我部氏掟書（長宗我部元親百箇条）』に代表される長宗我部氏の法令や文書の多くを起草した。『土佐古城伝承記』、『土佐物記』によると毛利氏の安国寺恵瓊と併せて一対坊主（いっついぼうず）と称されたといわれる。
元親から何度となく還俗を促されたが応じることはなく、生涯僧として通した。関ヶ原の戦い後の領国没収の際には、一領具足たちに浦戸城下へ集住して徹底抗戦を呼びかけるなど、義にあつい硬骨漢であったとされる。